# Уорън Бъфет
Уорън Едуард Бъфет (на английски: Warren Buffett) е американски инвеститор, бизнесмен и филантроп. Считан е за най-великия инвеститор в историята на модерните финансови пазари. Бъфет е главен изпълнителен директор и най-голям акционер на Бъркшър Хатауей. Богатството му се оценява на около 102,1 милиарда щатски долара (към Декември 2021 г.) На 5 март 2008 г. списание „Форбс“ го класира като най-богатият човек на света.
Често наричан „Оракулът от Омаха“ заради способността си да избира най-добрите акции, Бъфет инвестира в акции, които изглеждат подценени на базата на фундаментален анализ. Бъфет е последовател на инвестиционната философия на Бенджамин Греъм – първият, който осъзнава, че собствеността върху акции от компания е равнозначна на собственост върху част от бизнеса на компанията.
Книгата на Греъм „Интелигентният инвеститор“ (1949) запалва Бъфет за инвестирането, когато е на 19 г. Греъм е и причината през 1950 г. Бъфет да се запише да следва в бизнес училището на Колумбийския университет в Ню Йорк, тъй като Греъм преподава там, както и друг известен анализатор на ценни книжа – Дейвид Дод.
Съвременници на Бъфет от 50-те години казват, че по това време той е познавал счетоводния баланс на всяка компания, която се е търгувала на Нюйоркската фондова борса.
До дипломирането си в колежа, Бъфет е събрал над 90 000 долара спестявания, измерени в долари от 2009 г. След завършването си Бъфет предлага да работи в компанията „Греъм-Нютън“ без пари, но Греъм му отказва, тъй като Бъфет нямал необходимия опит. В крайна сметка, след като натрупва достатъчно опит, Бъфет започва работа за своя герой. Но през 1956 г. Греъм и партньорът му решават да закрият „Греъм-Нютън".
Тогава Бъфет се връща в Омаха и стартира своя собствена компания. За да привлече инвеститори, Бъфет започва да преподава инвестиционната си философия, повлияна от Греъм, в университета на Омаха (понастоящем Университет на Небраска в Омаха). През 1962 година Бъфет става милионер благодарение на своите партньорства, които притежават общо 7 178 500 $, от които 1 025 000 $ принадлежат на Бъфет. Уорън инвестира и поема контрола над текстилната компания „Бъркшър Хатауей“. За 13-те години на съществуването си първата компания на Бъфет никога не се представя лошо на пазара, като средната възвръщаемост е 27 % на година. Бъфет закрива компанията си през 1969 г., тъй като смята, че акциите, към които може да се приложи философията на Бен Греъм, стават все по-малко и по-малко.
Бъфет изплаща дела на инвеститорите си в брой и в акции на „Бъркшър Хатауей“ – текстилната фабрика, която той купува през 1960-те години. Тя се превръща в основната инвестиционна компания на Бъфет, с която той прилага идеите на Бен Греъм за изкупуване на цели компании.
През 1970 г. Бъфет е председател на „Бъркшър Хатауей“ и живее единствено от заплатата си от 50 000 $ годишно и външния инвестиционен доход. През 1979 г. Бъркшър Хатауей започва да търгува акциите си за 775 $ за акция и завършва на 1310 $ за акция. Нетната печалба на Бъфет достига 620 милиона долара, което го поставя за пръв път в класацията Форбс 400.
През 1973 г. Бъркшър започва да придобива акции на Вашингтон Поуст. През 1977 г. Бъркшър Хатауей непряко закупува Buffalo Evening News за 32,5 милиона долара. През 1979 г. започва придобиването на акции и на „ABC“. През 1987 г. „Бъркшър Хатауей“ закупува 12 % – тен дял от „Salomon“ Inc и става най-големият акционер, а Бъфет става директор.
Когато „Бъркшър Хатауей“ започва да продава акции клас А на 29 май 1990 година, Уорън Бъфет става милиардер на хартия. Тогава пазарът затваря при цена от 7175 $ на акция. През 1998 г. като необичаен ход Бъфет придобива презастрахователната компания „General Re“.
Огромна част от успеха си самият той отдава на Курсовете на Дейл Карнеги.
На 11 април 2012 г. на Уорън Бъфет е установен рак на простата I етап, при извършване на рутинен тест.